# 工作機械

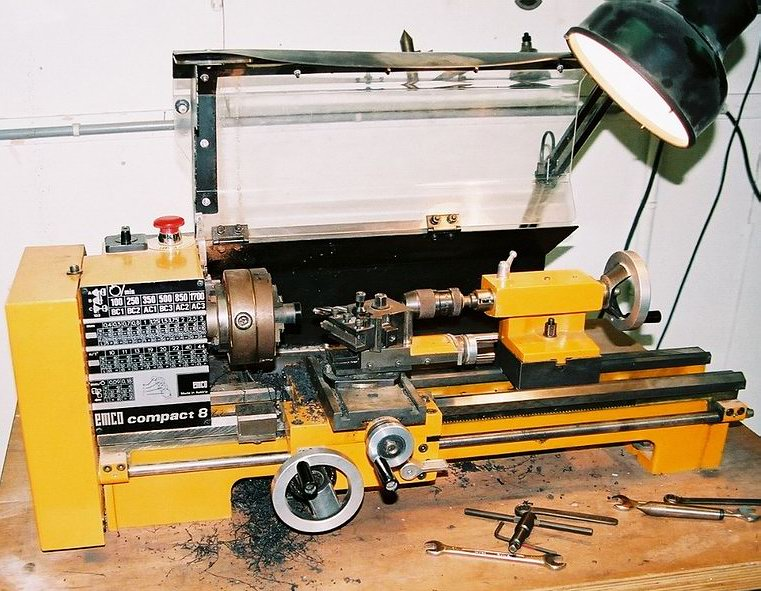
旋盤

工作機械（こうさくきかい、英: machine tool）は、金属、木材、石材、樹脂等に切断、穿孔、研削、研磨、圧延、鍛造、折り曲げ等の加工を施すための機械。ただし、その定義については鍛圧機械を含むとする国も多い一方で、日本産業規格（旧日本工業規格）では狭義の切削加工機械とするなど違いがみられる（後述）。なお、工作機械を製造する工業を「工作機械工業」という。

## 概要
工作機械は切削工作機械と非切削工作機械に分けられる。
ただし、国によって一般的に指し示す範囲に違いがあり、日本産業規格（旧日本工業規格）ではプレスや剪断機のような切屑を出さない塑性加工機械は含めていない。さらに、日本産業規格では「狭義であることを特に強調するときには、金属切削工作機械ということもある。」（JIS B 0105）としている。
一方で工作機械を広義に捉えて鍛圧機械を含める国も多い。最広義には鋳造などに用いるダイキャスト機やモールディング機などを含めることもある。
なお、数値制御を行うNC加工（コンピュータ数値制御）で自動化した工作機械が主流となっている。これらの機能を搭載した工作機械は「マシニングセンタ」「ターニングセンタ」などと呼ばれている。

## 主な工作機械
- 旋盤[注 1] -バイト[注 2]
  - タレット旋盤[注 3]
- フライス盤[注 4] -フライス[注 5]、エンドミル
- 形削り盤[注 6] - バイト
- 平削り盤[注 7] -バイト
- ボール盤[注 8] -ドリル、リーマ[注 9]、タップ
- 中ぐり盤 (中刳盤、ボーリング・マシン[注 10] - バイト
- 放電加工機[注 11]
  - ワイヤーカット放電加工機
  - 形彫放電加工機

## 工作機械の歴史

### イギリスにおける発達
ウィルキンソンの中ぐり盤（1775年）
1763年以前はシリンダは鋳造であったが、1769年にスミ―トンがシリンダの中ぐりを工夫し、最初のジェームズ・ワットのシリンダもこの方法で作られた。しかし18インチでその偏差は0.37インチまで及び不正確なものだった。しかし1775年ウィルキンソンの中ぐり盤の発明によってワットは57インチで、偏差は僅か0.06インチのシリンダを得ることに成功し蒸気機関が発明された。
モーズリーの旋盤（1797年）
スライドレスト（刃物台）を備えた旋盤が発明された。刃物台はねじによって移動するもので、現在の工作機械の基礎をなすものである。これにより精密な細部仕上が可能となった。
ウィットウォースによる活躍
工作機械の多くは装飾が施されていたがウィットウォースの工作機械は機能的な面から装飾は排除され、機械送りができる平削盤、旋盤、自動ねじ切盤などが次々と発表された。ウィットウォースは1833年から19世紀における工作機械工業を発展させた。

### アメリカにおける発達
アメリカでは19世紀の初期から発達した。ホイットニーが兵器製造の需要に応じてフライス盤を設計した。1855年にはストーンによりタレット旋盤が考案された。このころからアメリカが世界の工作機械工業をリードしはじめブラウン・シャープ社が1872年に単軸自動盤、1877年に万能研磨盤を製造した。

### 日本における発達
日本では長崎製鉄所や石川島造船所などが1850年代にオランダから工作機械を輸入している。
戦前の工作機械産業
本格的に工作機械を製造し始めたのは1889年池貝鐵工所が旋盤を作ったのが最初といわれている。また東京高等工業学校の雇教師であったプラット・ホイットニー社のC・Aフランシスを池貝鐵工所に招へいし、工作機械の近代的製造方式を得た。
その後1898年に若山鉄工所、大隈鐵工所、1909年前後に唐津鐵工所、東京瓦斯電気工業、1914年に新潟鐵工所が設立された。
この頃は外国製品のように精度のよい工作機械をつくることは難しく、手っ取り早く良い製品を作り出す方法として外国品の模倣をする見取製造が一般的に行われていた。
1922年（大正11年）農商務省主催の第一回工作機械展示会が開催される。この後国内の不況とワシントン軍縮会議により転業、倒産が相次ぎ一時工作機械の製造を中断する企業もあった。
1930年（昭和五年）満州事変に伴い軍需工業の拡張が工作機械産業に影響を与え、1938年（昭和13年）までには生産台数が十倍以上にまで膨れ上がった。
1938年（昭和13年）工作機械製造事業法が制定され、同年7月に資源局を中心に各官庁、大学、五大メーカー（池貝、大隈、新潟、唐津、東京瓦斯電）によって研究されたS型工作機械の設計図が公開された。
戦後の工作機械産業
1945年（昭和20年）太平洋戦争が終わり工作機械業界は不振となり生産台数は昭和五年ごろの水準まで落ちた。
1946年（昭和21年）日本工作機械協会が誕生。当時の会員数は175社であった。しかし（昭和23年解散）また工作機械協会が昭和23年設立と組織再編の動きがあったが、各企業の存続が危ぶまれるほどの不況により昭和24年に解散した。1951年（昭和26年）前年の朝鮮特需から国内産業が回復するとともに、工作機械業界再興のため全国団体の設立を求める声が多く、12月1日日本工作機械工業会が設立された。
1952年（昭和27年）占領政策の終焉とともに、政府による工作機械業界の近代化促進を目的とした施策が行われるようになった。企業合理化促進法は設備を近代化させた企業に対し優遇措置を講じるものである。また工作機械業者の保有する工作機械の老朽化を問題視し工作機械輸入補助金交付規定を告示した。これは工作機械メーカーの設備近代化を目的に輸入工作機械の価格補助を行うものであった。さらに1953年（昭和28年）から3年間、工作機械等試作補助金制度が実施された。これは国産化がまだ行われていない機械の試作を促進しようとするもので工作機械技術の発展に大きく影響を及ぼした。
またこの年アメリカのMITサーボ研究所でNCフライス盤が完成した。
1954年（昭和29年）大阪で日本初の国際総合見本市が開催される。
1956年（昭和31年）機械工業振興臨時措置法（機振法）が6月15日公布された。さらに神武景気が始まり産業界が設備投資に走り始めた。さらに技術の点では富士通（現在のファナック）が国内初のNC工作機械としてタレットパンチプレスを発表。さらに1958年、牧野フライス製作所が富士通との共同研究により国内初の商用NC工作機械となるNCフライス盤を発表した。
1962年（昭和37年）第一回日本国際工作機械見本市が12日間大阪で開催された。初の専門見本市であった。さらにこの年日本の工作機械生産高が初めて1000億円を突破した。
1963年（昭和38年）アメリカのドル防衛強化などがあり生産高は減少。しかし民間設備投資の歯止めがきかず過剰設備となったメーカーは倒産に至るものも出始めた。1965年（昭和40年）には不況が深刻化し当時大手メーカーも実質上の破綻に近い状態にあった。
1968年（昭和43年）池貝鉄工ー富士通ー国鉄により工作機械の群制御（DNC）システムCOMPU-TURNを開発し国鉄大宮工場に導入される。複数台のNC旋盤をコンピュータで群制御するものであった。さらに富士通はNC装置のモジュール化に成功しコストダウン、量産を容易にした。
1969年（昭和44年）いざなぎ景気の影響をうけ汎用機メーカーが大胆な量産体制を取り入れ、工作機械メーカーの間で量産競争が行われた。
1985年（昭和60年）工作機械生産高が１兆円を超えた。この時２番手のソ連とは4700億円の差をつけていた。